# Бугай (Піньчовський повіт)
Бугай (пол. Bugaj) — село в Польщі, у гміні Пінчів Піньчовського повіту Свентокшиського воєводства.
Населення — 34 особи (2011).
У 1975—1998 роках село належало до Келецького воєводства.

## Демографія
Демографічна структура на день 31 березня 2011 року:
|          | Загалом | Допрацездатний вік | Працездатний вік | Постпрацездатний вік |
| -------- | ------- | ------------------ | ---------------- | -------------------- |
| Чоловіки | 20      | 1                  | 14               | 5                    |
| Жінки    | 14      | 0                  | 6                | 8                    |
| Разом    | 34      | 1                  | 20               | 13                   |